# Mark Burton
Mark Burton (18 de mayo de 1974 en Wellington) es un exfutbolista neozelandés que jugaba como mediocampista.
Desempeño la mayor parte de su carrera en clubes alemanes de divisiones menores, aunque jugó los últimos años en el Football Kingz, equipo de Nueva Zelanda que participaba en la National Soccer League australiana. Con la selección neozelandesa ganó la Copa de las Naciones de la OFC 1998 y 2002 y disputó la Copa FIFA Confederaciones en 1999 y 2003.

## Carrera
En 1992 llegó al Werder Bremen II tras ser recomendado por su compatriota Wynton Rufer, en ese momento jugador del primer equipo. En 1995 no logró renovar su contrato, por lo que firmó con el Osnabrück. Luego de tres años en el club, en 1998 pasó al Kickers Emden y en 1999 al Lübeck, hasta que en el 2000 regresó a Nueva Zelanda para jugar en el Football Kingz, hasta 2004, cuando decidió retirarse.

### Clubes
| Club                | País          | Año         |
| ------------------- | ------------- | ----------- |
| SV Werder Bremen II | Alemania      | 1992 - 1995 |
| VfL Osnabrück       | Alemania      | 1995 - 1998 |
| Kickers Emden       | Alemania      | 1998 - 1999 |
| VfB Lübeck          | Alemania      | 1999 - 2000 |
| Football Kingz      | Nueva Zelanda | 2000 - 2004 |

### Selección nacional
Representó a Nueva Zelanda en 28 ocasiones, en donde marcó 6 goles. Disputó la Copa de las Naciones de la OFC en 1998 y 2002, proclamándose campeón en ambas ocasiones y marcando cuatro goles en la segunda. Jugó además la Copa FIFA Confederaciones en 1999 y 2003.